# Белланже, Пьер-Антуан
Пьер-Антуан Белланже (фр. Pierre-Antoine Bellangé; 1757 — 25 марта 1827) — знаменитый французский проектировщик и мастер-мебельщик, эбенист (фр. ébéniste, от фр. ébène — чёрное дерево; так называли мастеров высшей квалификации, работавших с дорогими породами дерева). Работал в Париже. Белланже занимал выдающееся положение среди представителей художественных ремёсел начала XIX века. Он получил звание мастера 24 октября 1788 года. Среди его работ того времени были четыре стула из красного дерева в «стиле трубадур», описанные как «готические», которые он создал для графа Морицa Эстерхази, однако прославился мастер мебелью в стиле ампир в годы империи Наполеона Бонапарта.

## Биография и творчество
Белланже несколько раз назначался арбитром или экспертом в судебных процессах, проводимых в Торговом трибунале. В конце 1811 года он возглавил «Императорский мебельный торговый дом». Мастер начал с создания обстановки для домов парижских аристократов, в частности дома маршала Бертье, принца Невшателя, на улице Нев-де-Капуцин в Париже.
Мебельные гарнитуры мастерской Белланже распространялись по многим странам Западной Европы, включая Нидерланды, Швецию и Данию. Большая часть мебели Белланже выполнена в стиле ампир, поскольку он стал придворным мебельщиком Наполеона Бонапарта. Характерные мотивы кресел и диванов его работы — локотники в виде лебединых шей (одна из эмблем Жозефины Богарне), золотые пчёлы (символ Наполеона), лавровые ветви, лавровые венки, римские орлы, пельты и ликторские связки. Мебель Белланже узнаётся по яркой обивке, плотной текстуре красного дерева в сочетании с позолоченной бронзой или резным и позолоченным рельефным декором.
Пьер-Антуан Белланже создавал мебель для резиденции Наполеона в Сен-Клу, для дворца Тюильри, замков Мёдон и Компьень, замка Мальмезон для императрицы Жозефины, а также для Жозефа Бонапарта, старшего брата Наполеона.
Белланже сохранил своё положение и во время Реставрации Бурбонов, в правление Людовика XVIII, когда он обставил павильон Сен-Уан, и Карла X, который назначил его генеральным директором королевской мануфактуры «Royal Furnitur». Мастерская Белланже изготавливала мебель в разных стилях: от «стиля трубадур» (французской неоготики) и стиля Луи XVI (неоклассицизма) до ампира (стиля Первой империи) и «стиля Реставрации» (неорококо).
Брат мастера: Луи-Франсуа Белланже (1759—1827)) и племянник Александр (1799—1863) также были известными краснодеревщиками. Сын —Луи-Александр (1796—1861) успешно работал для многих заказчиков. Луи-Филипп I назначил его «эбенистом короля» (ébéniste du Roi). Белланже Младший прославился кабинетами и шкафами с интарсиями в стиле Андре-Шарля Буля и вставками севрского фарфора. Он также работал для английского короля Георга IV, а ещё позднее для Наполеона III в стиле Второго ампира.
В 1820 году Белланже Старший объединил усилия со своим сыном и отказался от своего места в 1825 году, прежде чем умереть два года спустя.
Образцы мебели мастерской Белланже можно также увидеть в Виндзорском замке и Букингемском дворце в Англии.

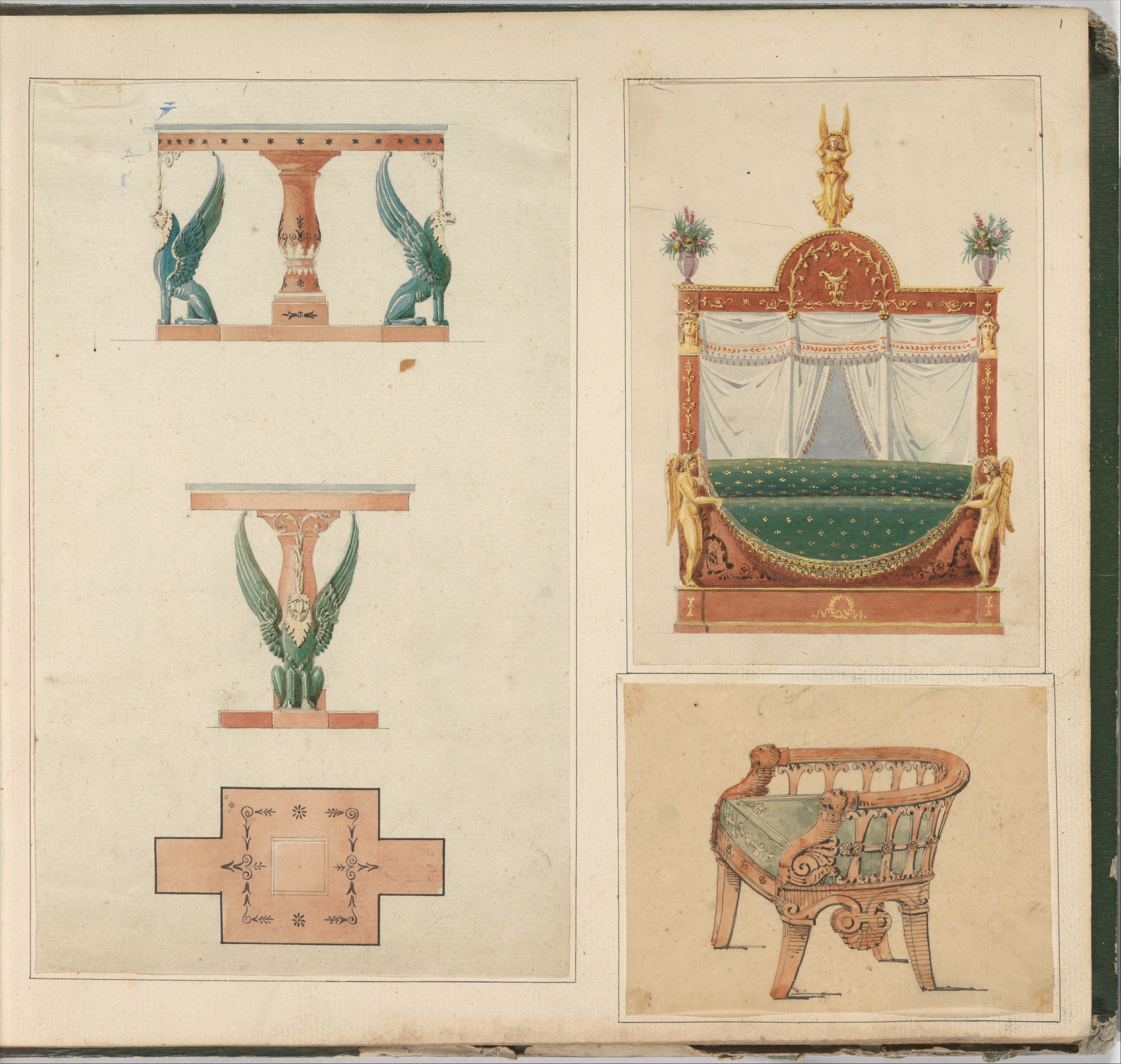
Проекты мебели в стиле ампир. 1800-е
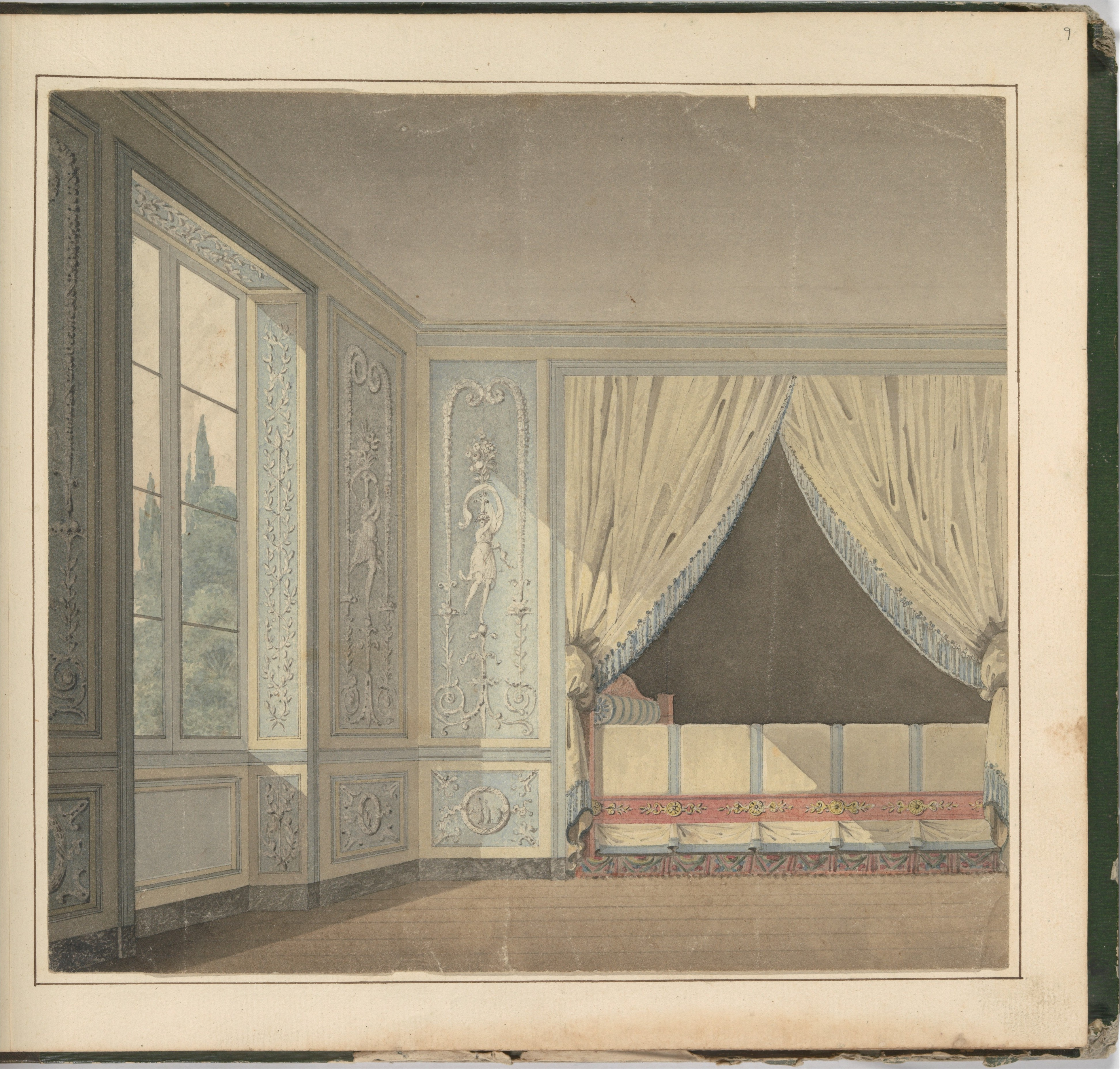
Комната в “стиле реставрации”
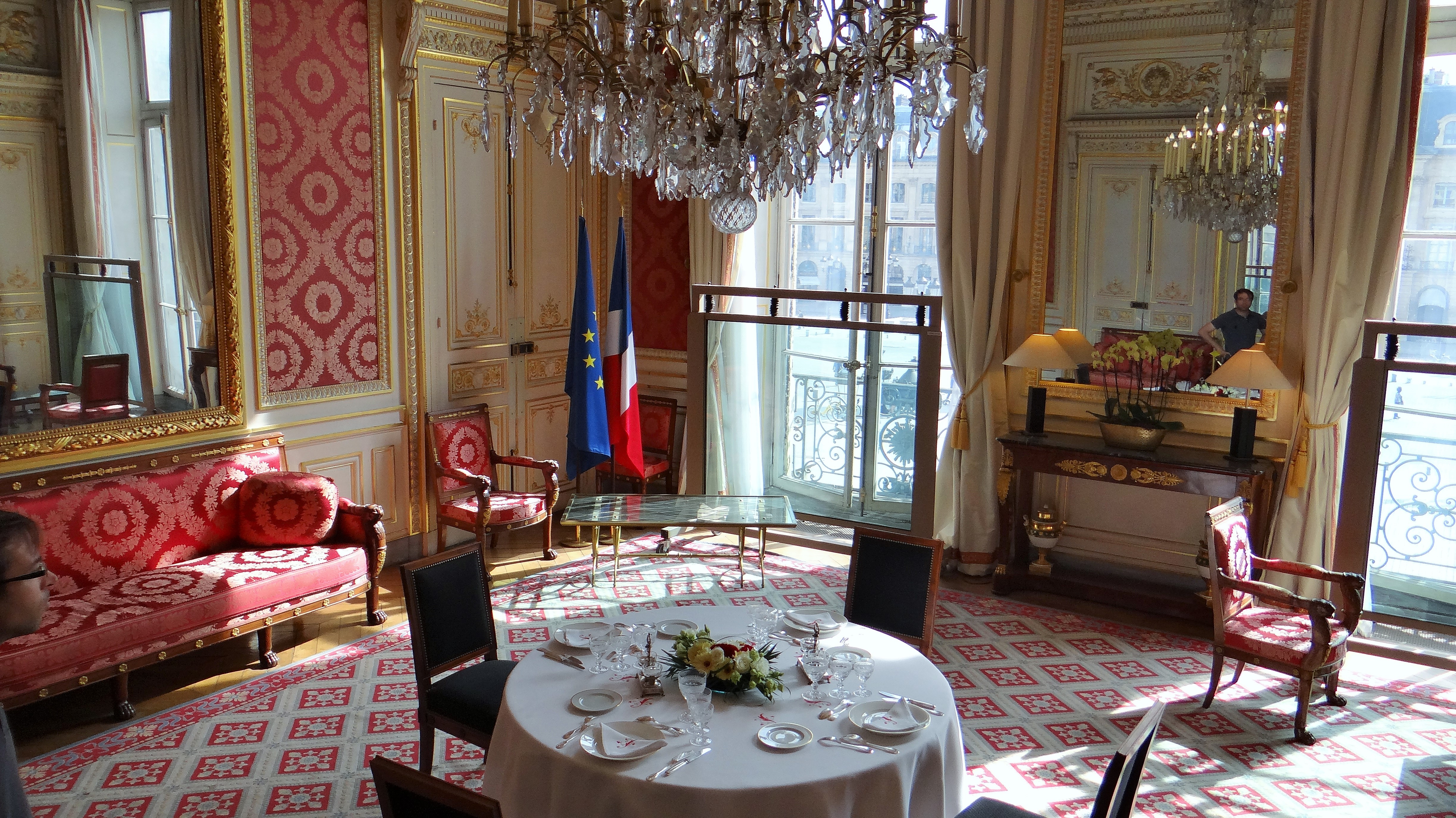
Отель де Бурвале. Салон в стиле ампир
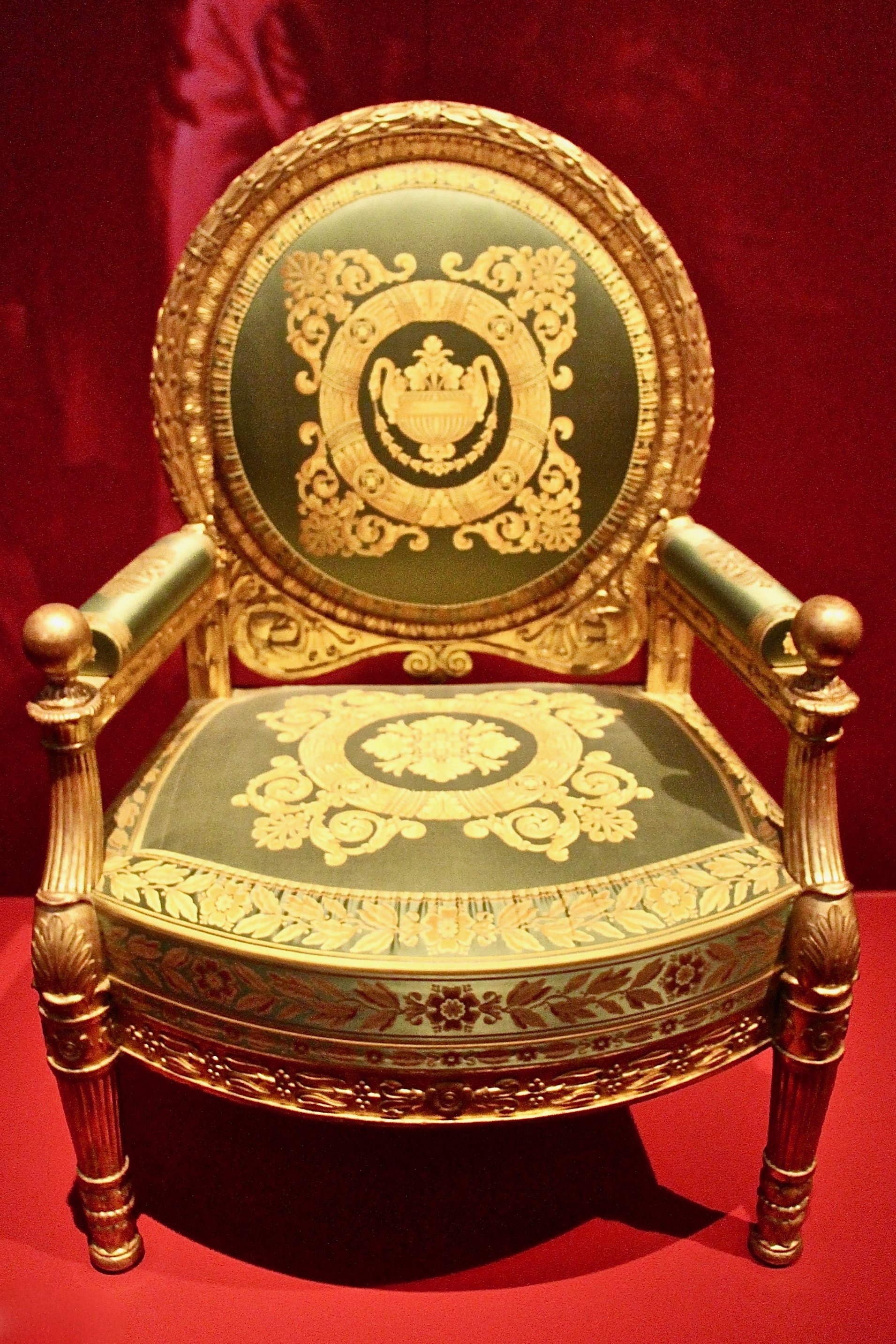
Кресло. 1804-1815. Апартаменты короля, Тюильри
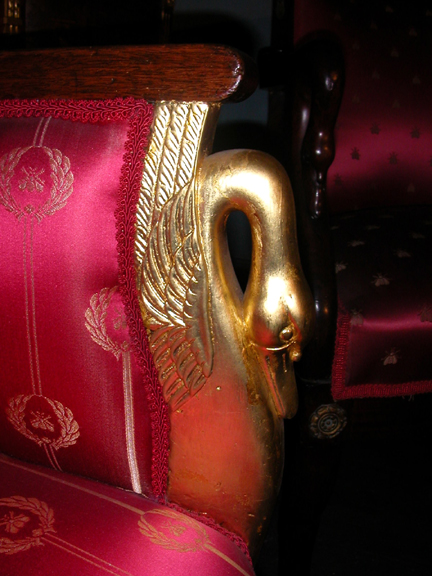
“Лебедь Белланже”
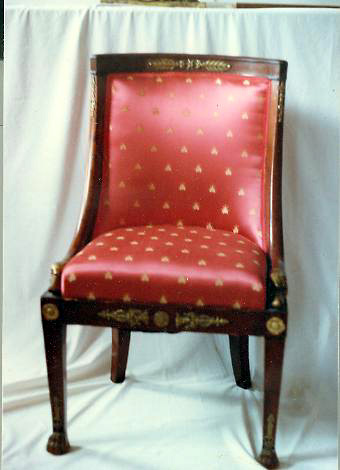
Кресло
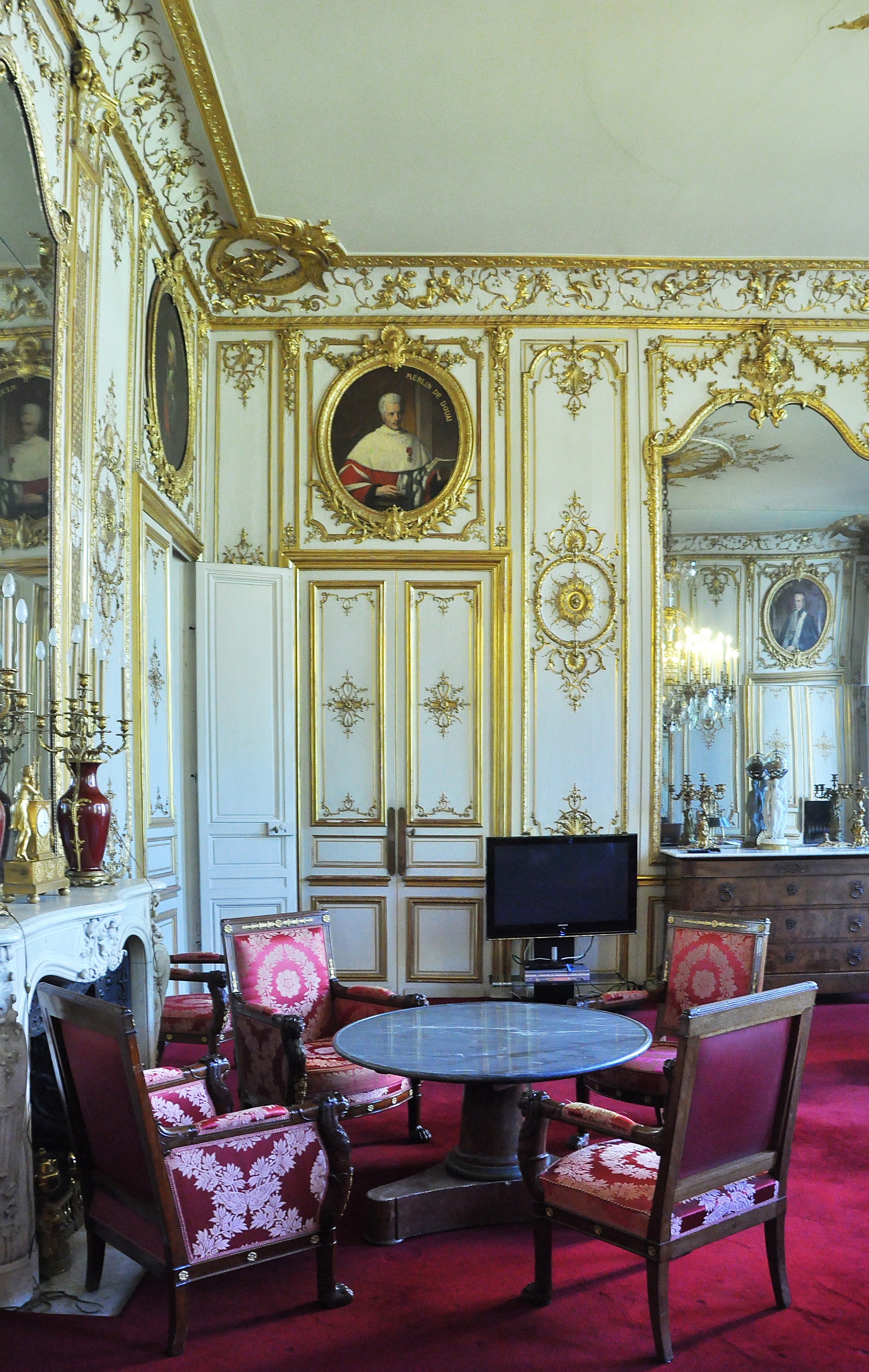
Отель де Бурвале. Салон в стиле второго рококо